# Marion Fellows

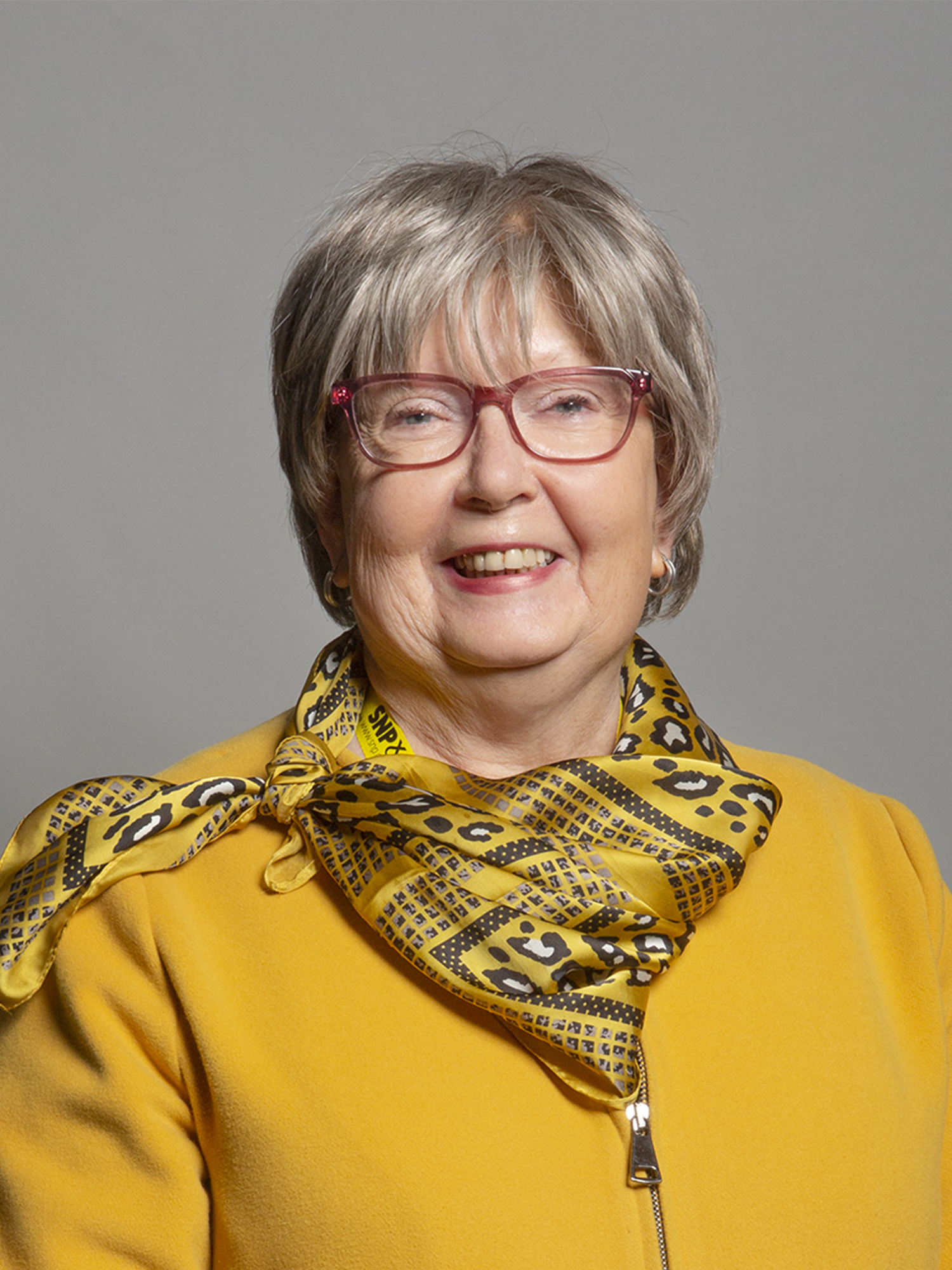
Marion Fellows

Marion Fellows (* 5. Mai 1949) ist eine schottische Politikerin der Scottish National Party (SNP).

## Leben
Fellows studierte Finanz- und Rechnungswesen an der Edinburgher Heriot-Watt University. Anschließend war sie auf diesem Gebiet sowohl in der Privatwirtschaft als auch im öffentlichen Dienst tätig. Danach lehrte sie 19 Jahre lang Wirtschaftswesen am West Lothian College. Seit über 40 Jahren lebt sie in Wishaw und Bellshill. Sie ist Mitglied der Lehrergewerkschaft EIS.

## Politischer Werdegang
2012 wurde Fellows für den Bezirk Wishaw für die SNP in den Regionalrat von North Lanarkshire gewählt. Im Vorfeld des schottischen Unabhängigkeitsreferendums 2014 gehörte sie zu den Schlüsselpersonen der Pro-Kampagne in Wishaw.
Bei den britischen Unterhauswahlen 2010 kandidierte Fellows für die SNP in ihrem Heimatwahlkreis Motherwell and Wishaw. Am Wahltag konnte sie sich jedoch nicht gegen den Labour-Abgeordneten Frank Roy durchsetzen, welcher den Wahlkreis seit 1997 im britischen Unterhaus vertrat. Mit den massiven Stimmgewinnen der SNP bei den folgenden Unterhauswahlen 2015 konnte Fellows mit 56,5 % die Stimmmehrheit erringen und zog in der Folge erstmals in das House of Commons ein. Dort ist sie Whip der SNP-Fraktion und Mitglied des Bildungsausschusses. Mit Stimmverlusten behauptete Fellows bei den vorgezogenen Unterhauswahlen 2017 knapp ihr Mandat.